# Barrage d'Akköy
Le barrage d'Akköy (en turc Akköy barajı) est un barrage en Turquie. La rivière d'Asarcık (Asarcık Deresi) se perd dans la dépression occupée par les trois lacs (asséchés) (Yay Gölü, Sobe Gölü et Çöl Gölü). Le barrage est à 8 km au sud-ouest de Yeşilhisar dans la province de Kayseri entre les villes de Yeşilhisar et Develi.

## Sources
- (en) www.dsi.gov.tr/tricold/akkoy.htm Site de l'agence gouvernementale turque des travaux hydrauliques